# Società Costruzioni Industriali Milano
Società Costruzioni Industriali Milano (más conocida como Socimi), fue una compañía italiana con sede en Milán. Fabricaba trolebuses, tranvías, material rodante para metros, y también motores de tracción para éstos. También fabricó armas, como la SOCIMI 821-SMG.
Fue fundada en 1969 por Alessandro Marzocco y se declaró en quiebra en 1994, luego de verse involucrada en el escándalo Mani Pulite en 1992.

## Productos

### Vehículos

#### Trolebuses

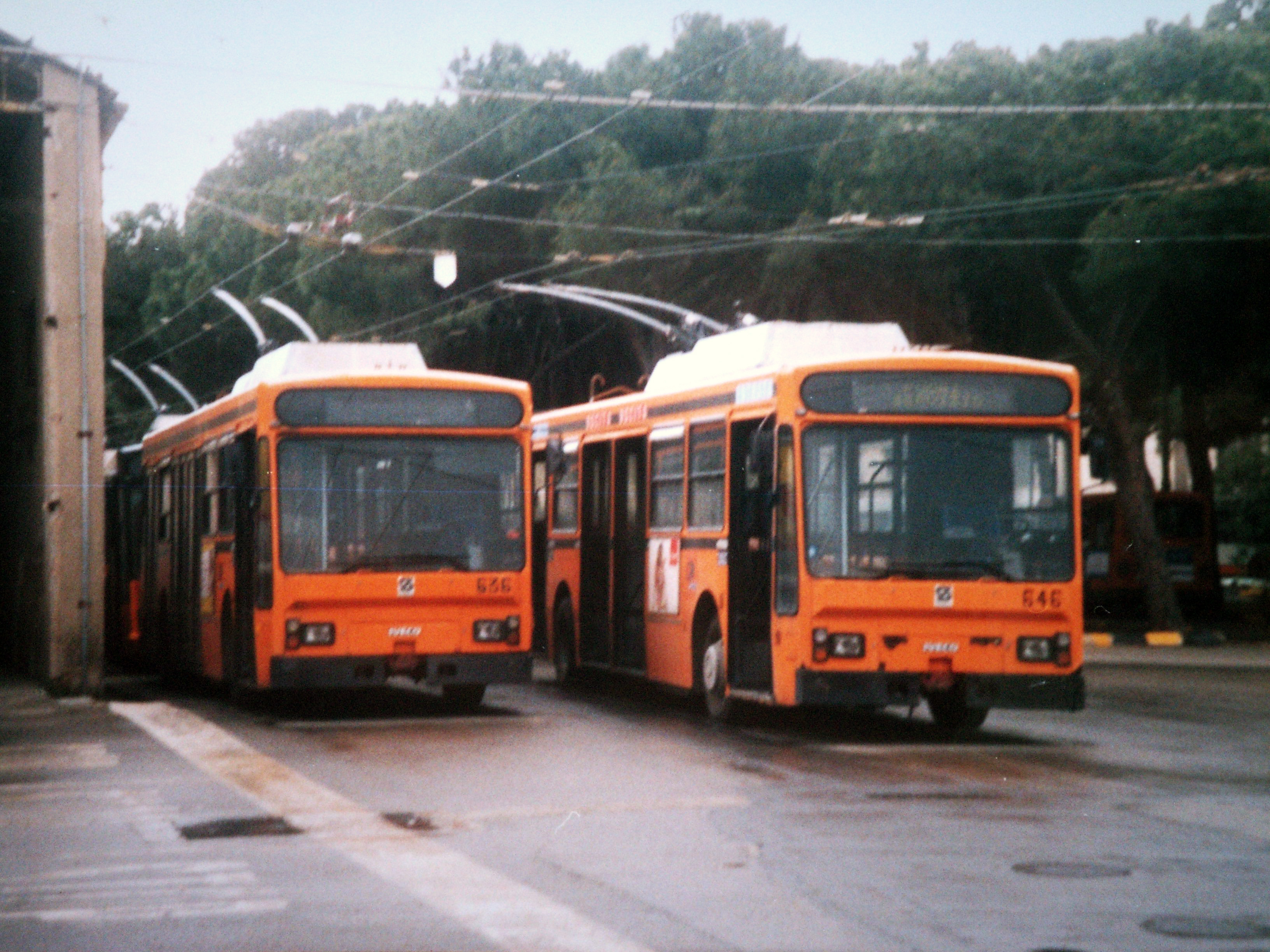
Trolebuses de los modelos 8839 y 8845 en Cagliari

Los trolebuses de Socimi fueron adquiridos por las redes de Cagliari, Milán, Módena y Salerno adquirieron unidades de este fabricante. Los modelos fabricados fueron:
- 7534: Trolebús de 12 metros, construido sobre un chasis Volvo, probado en 1978 en Cremona;[1]
- F8801LU/LS: Trolebús de 12 metros, para uso urbano y suburbano en la red de Salerno
- F8820: Trolebús de 12 metros, fabricado para la red de Milán;
- F8839: Trolebús de 12 metros, fabricado para la red de Cagliari
- F8843: Trolebús articulado de 18 metros, fabricado para la red de Milán
- F8845: Trolebús de 12 metros, fabricado para la red de Cagliari
- F8833: Trolebús de 12 metros, usado en Módena

#### Tranvías

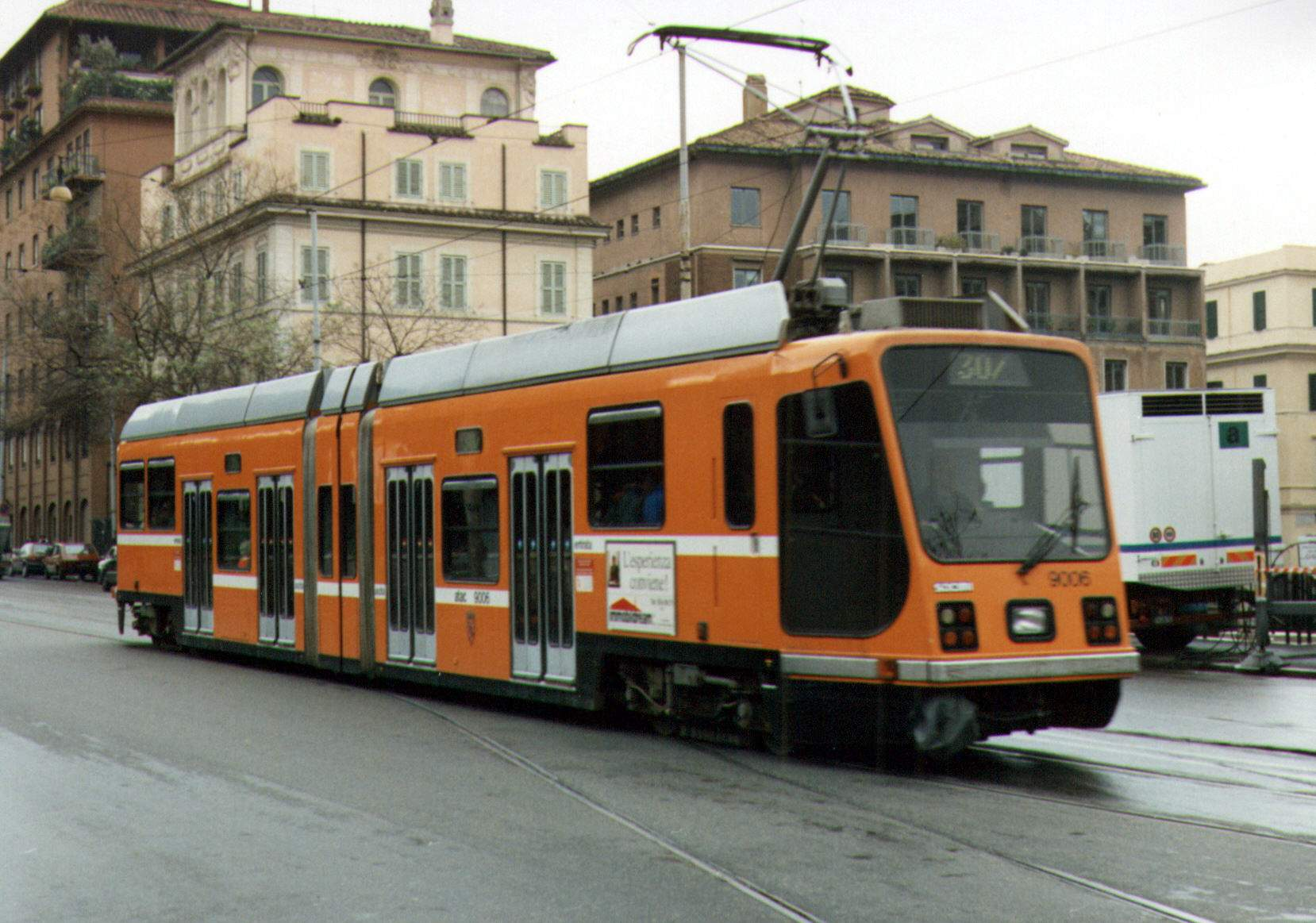
Tranvía Socimi 9000 en Roma (1994)

En 1989, la empresa presentó el S-350 LRV, un prototipo que fue el primer tranvía del mundo en contar con piso bajo de extremo a extremo. Si bien fue utilizado brevemente en la red de Milán, donde se le asignó el código ATM 5001, nunca prestó servicio regular.
La única red tranviaria que adquirió tranvías fabricados íntegramente por Socimi fue la de Roma, que compró unidades con piso semibajo de la serie 9000. Posteriormente, la compañía se asoció con Bombardier para desarrollar el Eurotram, utilizado en la red tranviaria de Estrasburgo, Francia.

#### Material rodante ferroviario
La empresa produjo los llamados Coches Socimi (series EB 860/870/960/970) de los Ferrocarriles Norte Milán (entre 1981 y 1983) y unidades múltiples eléctricas para los Ferrocarriles de Taiwán (1989), y las líneas 1, 2, y 3 del Metro de Milán (entre 1986 y 1991).

### Armamento

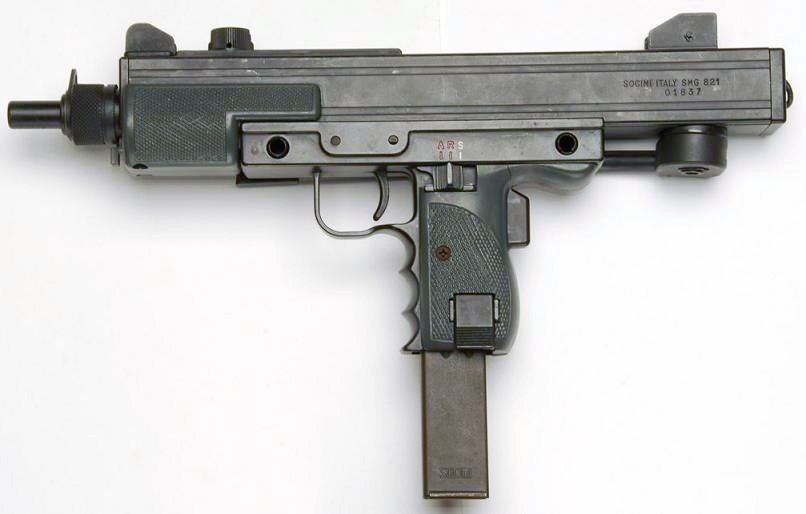
SOCIMI Tipo 821-SMG

Entre el armamento fabricado por Socimi se destaca la SOCIMI 821, un subfusil basado en el Uzi utilizado por las fuerzas especiales de la Polizia di Stato. Fue desarrollado en conjunto con Luigi Franchi SpA, una empresa adquirida en 1989 por Socimi.